# مجموعة بولتون
مجموعة بولتون هو تكتل إيطالي يبيع منتجات تحت أكثر من خمسين علامة تجارية.